# 가메야마번 (이세국)
이세 가메야마 번(일본어: 伊勢亀山藩 이세카메야마한[*])은 에도 시대의 번으로서 이세국에 위치하였으며 번청은 이세 가메야마성(지금의 미에현 가메야마시)에 있다.

## 역대 번주

### 세키가
3만석 도자마
1. 가즈마사(一政) - 종5위하 나가토노카미

### 오쿠다이라 마쓰다이라가
5만석 신판
1. 다다아키라(忠明) - 종4위하 시모사노카미 시종 [오사카 조다이]

### 막부령
1615년부터 1620년까지

### 미야케가
1만석→2만석 후다이
1. 야스노부(康信) - 종5위하 에치고노카미
2. 야스모리(康盛) - 종5위하 다이젠노스케

### 혼다 히코하치로가
5만석 후다이
1. 도시쓰구(俊次) - 종5위하 시모사노카미

### 이시카와가
5만석 후다이
1. 노리유키(憲之) - 종5위하 도노모노토

### 이타쿠라가
5만석 후다이
1. 시게쓰네(重常) - 종5위하 오키노카미
2. 시게후유(重冬) - 종5위하 스오노카미 [소샤반]
3. 시게하루(重治) - 종5위하 오미노카미

### 오규 마쓰다이라가
6만석 후다이
1. 노리사토(乗邑) - 종4위하 이즈미노카미 시종

### 이타쿠라가(재봉)
5만석 후다이
1. 시게하루(重治, 재봉)
2. 가쓰즈미(勝澄) - 종5위하 스오노카미

### 이시카와가(재봉)
6만석 후다이
1. 후사요시(総慶) - 종5위하 도노모노토
2. 후사타카(総尭) - 종5위하 도노모노토
3. 후사즈미(総純) - 종5위하 휴가노카미
4. 후사히로(総博) - 종5위하 휴가노카미
5. 후사노리(総師) - 종5위하 도노모노토
6. 후사스케(総佐) - 종5위하 도노모노토
7. 후사야스(総安) - 종5위하 도노모노토
8. 후사노리(総紀) - 종5위하 휴가노카미
9. 후사요시(総禄) - 종5위하 도노모노토
10. 후사노부(総脩)
11. 나리유키(成之) - 종5위하 휴가노카미

## 같이 보기
- 폐번치현